# Tietilperazină
Tietilperazina este un medicament derivat de fenotiazină, fiind utilizat ca antiemetic, pentru tratamentul grețurilor și al vărsăturilor. Căile de administrare disponibile sunt orală și intramusculară.